# Kształtownik walcowany
Kształtownik walcowany, profil walcowany – cienkościenny, stalowy element konstrukcyjny w postaci pręta prostego.
Kształtowniki te produkuje się na gorąco w walcowniach. Mają one znormalizowaną długość i przekroje poprzeczne, zbliżone swym kształtem do liter {\displaystyle I} (dwuteownik) lub H (dwuteownik szerokostopowy), T (teownik), C (ceownik) i L (kątownik). Huty produkują je w zróżnicowanych wymiarach przekrojów poprzecznych, które są stablicowane dla celów projektowych.
Z kształtowników walcowanych łatwo tworzy się dowolnie złożone układy konstrukcyjne: kratownice, ramownice, wielobelkowe płyty mostowe, słupy wielogałęziowe. Najczęstszym sposobem łączenia z sobą poszczególnych elementów walcowanych jest spawanie.